# 7 (S Club 7)
7 è il secondo album pubblicato dal gruppo pop britannico S Club 7 nel 2000 dalla Polydor e dalla Interscope.

## Tracce
Edizione inglese
1. Reach – 4:04 (Cathy Dennis, Andrew Todd)
2. Natural – 3:22 (Norma Ray, Jean Fredenucci, Cathy Dennis, Andrew Todd)
3. I'll Keep Waiting – 3:38 (Cathy Dennis, Simon Ellis)
4. Bring The House Down – 3:02 (Andy Watkins, Paul Wilson, Tracy Ackerman)
5. Best Friend – 3:59 (Tim Laws, Stephen Emanuel, Bradley McIntosh)
6. All In Love Is Fair – 4:16 (Cathy Dennis, Simon Ellis)
7. Love Train – 3:41 (Cathy Dennis, Andrew Todd)
8. Cross My Heart – 3:33 (Andy Watkins, Paul Wilson, Tracy Ackerman)
9. The Colour Of Blue – 3:14 (Lars Aass, Bottolf Lødemel)
10. I'll Be There – 3:23 (Cathy Dennis, Daniel Poku)
11. Stand By You – 3:04 (Cathy Dennis, Daniel Poku)
12. Spiritual Love – 3:52 (Peter Akinrinlola)

Edizione americana
1. Reach – 4:04 (Cathy Dennis, Andrew Todd)
2. Natural – 3:22 (Norma Ray, Jean Fredenucci, Cathy Dennis, Andrew Todd)
3. I'll Keep Waiting – 3:38 (Cathy Dennis, Simon Ellis)
4. Bring The House Down – 3:02 (Andy Watkins, Paul Wilson, Tracy Ackerman)
5. Best Friend – 3:59 (Tim Laws, Stephen Emanuel, Bradley McIntosh)
6. All In Love Is Fair – 4:16 (Cathy Dennis, Simon Ellis)
7. Love Train – 3:41 (Cathy Dennis, Andrew Todd)
8. Cross My Heart – 3:33 (Andy Watkins, Paul Wilson, Tracy Ackerman)
9. The Colour Of Blue – 3:14 (Lars Aass, Bottolf Lødemel)
10. I'll Be There – 3:23 (Cathy Dennis, Daniel Poku)
11. Two in a Million – 3:34 (Cathy Dennis, Simon Ellis)

Tracce aggiunte nella riedizione inglese
1. Lately – 4:33 (Stevie Wonder)
2. Never Had a Dream Come True – 4:02 (Cathy Dennis, Simon Ellis)

Tracce aggiunte nella riedizione americana
1. Lately – 4:33 (Stevie Wonder)
2. Never Had a Dream Come True – 4:02 (Cathy Dennis, Simon Ellis)

## Classifiche

### Classifiche settimanali
| Classifiche (2000-01) | Posizione massima |
| --------------------- | ----------------- |
| Belgio (Vallonia)     | 25                |
| Canada                | 11                |
| Francia               | 69                |
| Germania              | 25                |
| Irlanda               | 10                |
| Nuova Zelanda         | 15                |
| Regno Unito           | 1                 |
| Stati Uniti           | 69                |
| Svezia                | 42                |
| Svizzera              | 27                |

### Classifiche di fine anno
| Classifica (2000) | Posizione |
| ----------------- | --------- |
| Regno Unito       | 17        |
| Classifica (2001) | Posizione |
| Regno Unito       | 69        |